# Dovlatov (film)
Dovlatov (Russisch: Довлатов) is een Russisch-Pools-Servische biografische film uit 2018, geregisseerd door Aleksej Aleksejvitsj German.

## Verhaal
De schrijver en journalist Sergej Dovlatov die in Leningrad woont, probeert in 1971 tevergeefs een uitgever te zoeken voor zijn boeken. Niemand in de Sovjet-Unie wil zijn werken uitgeven omdat hij geen lid is van de schrijversbond waar hij in ongenade gevallen is. Het lidmaatschap belemmerde hem in zijn creativiteit.

## Rolverdeling
| Acteur           | Personage       |
| ---------------- | --------------- |
| Milan Marić      | Sergej Dovlatov |
| Danila Kozlovsky | David           |
| Helena Sujecka   | Elena Dovlatova |
| Artur Beschastny | Joseph Brodsky  |

## Release
Dovlatov ging op 17 februari 2018 in première op het internationaal filmfestival van Berlijn in de competitie voor de Gouden Beer.